# Queen of Burlesque
Pour plus de détails, voir Fiche technique et Distribution.
Queen of Burlesque est un film américain réalisé par Sam Newfield, sorti en 1946, avec Evelyn Ankers, Carleton G. Young (en), Marion Martin et Craig Reynolds dans les rôles principaux.

## Synopsis
Crystal McCoy (Evelyn Ankers), connue sous le nom de Queen of Burlesque, est la principale vedette de la revue de Joe Nolan (Craig Reynolds). Elle découvre avec amertume et colère que Nolan a choisi une autre artiste, Dolly DeVoe (Jacqueline Dalya), pour être la star de sa prochaine revue. Elle annonce alors à Nolan son départ à la fin de son contrat. L'arrivée de Dolly suscite de nombreuses jalousies. Tandis que la position de la jeune Blossom Terrain (Rose La Rose) est menacée, une autre danseuse de la troupe, Lola Cassell (Marion Martin), va même jusqu'à accuser Dolly de meurtre. C'est pourtant cette dernière qui est retrouvée assassinée, déclenchant une macabre série au sein de la troupe.

## Fiche technique
- Titre original : Queen of Burlesque
- Réalisation : Sam Newfield
- Scénario : David Lang et Arthur St. Claire (en)
- Photographie : Vincent J. Farrar
- Musique : Walter Greene (en) et Karl Hajos
- Montage : Jack Ogilvie
- Décors : Harry Reif
- Direction artistique : Edward C. Jewell
- Costumes : Sam Benson et Karlice Hinson
- Producteur : Arthur Alexander
- Société de production : Sigmund Neufeld Productions
- Société de distribution : Producers Releasing Corporation
- Pays de production : États-Unis
- Format : Noir et blanc
- Genre cinématographique : Film policier
- Durée : 70 minutes
- Date de sortie :
  - États-Unis : 24 juillet 1946

## Distribution
- Evelyn Ankers : Crystal McCoy
- Carleton G. Young (en) : Steve Hurley
- Marion Martin : Lola Cassell
- Craig Reynolds : Joe Nolan
- Rose La Rose : Blossom Terrain
- Emory Parnell : inspecteur de police Tom Crowley
- Murray Leonard : Chick Malloy
- Nolan Leary : Pop
- Gordon B. Clarke : un chanteur
- Alice Fleming (en) : Annie Morris
- Jacqueline Dalya : Dolly DeVoe
- Charles 'Red' Marshall : Johnson
- David Fresco : Mac
- Charles King : Dugan
- Charles Williams